# Apoctena persecta
Apoctena persecta är en fjärilsart som först beskrevs av Edward Meyrick 1914a.  Apoctena persecta ingår i släktet Apoctena och familjen vecklare. Inga underarter finns listade i Catalogue of Life.